# Leyou Technologies
 (novembre 2024).
Améliorez-le ou discutez des points à vérifier. 
Leyou Technologies est une entreprise de jeux vidéo basée à Hong Kong qui se concentre sur les jeux free-to-play sur console et ordinateur. 
Leyou possède six filiales : Digital Extremes, Splash Damage, Certain Affinity (Leyou détient une participation de 20% et dispose d'une option de rachat de l'entreprise après 2020), Athlon Games (éditeur), Kingmaker et Radiance Games.

## Histoire
En octobre 2014, le fournisseur de viande de poulet Sumpo Food Holdings a annoncé son intention d'acquérir une participation majoritaire dans la société de jeux canadienne Digital Extremes. Digital Extremes est le développeur et l'éditeur de titres tels que Dark Sector et Warframe. 
En 2015, la société s'est renommée Leyou Technologies Holdings Limited. À l'époque, l'entreprise avait deux activités principales, l'agriculture, la volaille et les jeux. 
En juin 2016, Leyou a acheté les actions restantes de Digital Extremes. 
En juillet 2016, la vente du développeur britannique de jeux Splash Damage à Radius Maxima (une filiale de Leyou) est annoncée, pour un montant pouvant atteindre 150 millions de dollars, par Paul Wedgwood, son unique propriétaire, cofondateur et directeur général. Splash Damage est le développeur de titres tels que Wolfenstein: Enemy Territory, Enemy Territory: Quake Wars, Brink et Dirty Bomb.
En août 2016, la société a annoncé qu'elle vendrait le secteur du poulet et se concentrerait sur son activité de jeu. 
En juillet 2017, Leyou a annoncé qu'elle avait acquis une participation de 51 % dans Guangzhou Radiance Software Technology Co. Ltd., une société travaillant sur Civilization Online sous une licence accordée par Take-Two Interactive. 
En octobre 2017, Leyou a annoncé un investissement de 10 millions de dollars dans le développeur de jeux basé à Austin, Certain Affinity, pour développer des jeux originaux. 
En mai 2018, Leyou a lancé un label d'édition de jeux vidéo appelé Athlon Games basé en Californie. 
En septembre 2018, Leyou a annoncé un partenariat entre Athlon Games et Middle-earth Enterprises pour publier un jeu en ligne gratuit de plusieurs années basé sur le travail fantastique du Seigneur des Anneaux de J.R.R. Tolkien. En juillet 2019, Leyou et Amazon ont annoncé qu'ils collaboreraient sur le projet, Amazon publiant le jeu dans le monde entier et Leyou publiant le jeu en Chine et à Taïwan.
En 2019, Athlon Games est devenu l'éditeur mondial de Samurai Shodown, avec SNK développant le jeu et publiant le jeu en Asie.
En août 2019, Athlon Games est devenu actionnaire et partenaire d'édition de LCG Entertainment, qui a acquis les actifs du studio disparu Telltale Games. 
Selon Bloomberg News, Sony serait dans la liste des principaux intéressés pour un rachat de Leyou Technologies. Mais le 14 décembre 2020, Tencent annonce le rachat de l'entreprise hongkongaise pour un montant de 1,5 milliard de dollars.